# Lijst van gemeenten van Morelos
De Mexicaanse deelstaat Morelos bestaat uit 36 gemeenten.
| INEGI | Gemeente              | Inwoners | Oppervlakte | Hoofdplaats                  | Inwoners |
| ----- | --------------------- | -------- | ----------- | ---------------------------- | -------- |
| 001   | Amacuzac              | 17.598   | 117,20 km²  | Amacuzac                     | 5.575    |
| 002   | Atlatlahucan          | 25.232   | 79,40 km²   | Atlatlahucan                 | 9.018    |
| 003   | Axochiapan            | 39.174   | 141,50 km²  | Axochiapan                   | 35.908   |
| 004   | Ayala                 | 89.834   | 368,30 km²  | Ciudad Ayala                 | 6.335    |
| 005   | Coatlán del Río       | 10.520   | 83,40 km²   | Coatlán del Río              | 2.028    |
| 006   | Cuautla               | 187.118  | 121,90 km²  | Cuautla                      | 157.336  |
| 007   | Cuernavaca            | 378.476  | 199,70 km²  | Cuernavaca                   | 341.029  |
| 008   | Emiliano Zapata       | 107.053  | 68,37 km²   | Emiliano Zapata              | 64.084   |
| 009   | Huitzilac             | 24.515   | 189,10 km²  | Huitzilac                    | 19.231   |
| 010   | Jantetelco            | 18.402   | 102,30 km²  | Jantetelco                   | 13.811   |
| 011   | Jiutepec              | 215.357  | 55,90 km²   | Jiutepec                     | 174.629  |
| 012   | Jojutla               | 57.682   | 149,00 km²  | Jojutla de Juárez            | 18.867   |
| 013   | Jonacatepec           | 16.694   | 90,30 km²   | Jonacatepec de Leandro Valle | 8.474    |
| 014   | Mazatepec             | 9.653    | 57,90 km²   | Mazatepec                    | 9.456    |
| 015   | Miacatlán             | 15.802   | 162,90 km²  | Miacatlán                    | 7.466    |
| 016   | Ocuituco              | 19.219   | 86,50 km²   | Ocuituco                     | 4.846    |
| 017   | Puente de Ixtla       | 40.018   | 237,20 km²  | Puente de Ixtla              | 20.434   |
| 018   | Temixco               | 122.263  | 102,89 km²  | Temixco                      | 89.915   |
| 019   | Tepalcingo            | 28.122   | 368,60 km²  | Tepalcingo                   | -        |
| 020   | Tepoztlán             | 54.987   | 242,40 km²  | Tepoztlán                    | 54.987   |
| 021   | Tetecala              | 7.617    | 67,70 km²   | Tetecala de la Reforma       | 4.781    |
| 022   | Tetela del Volcán     | 14.853   | 79,30 km²   | Tetela del Volcán            | 14.853   |
| 023   | Tlalnepantla          | 7.943    | 107,90 km²  | Tlalnepantla                 | 3.438    |
| 024   | Tlaltizapán de Zapata | 52.399   | 238,50 km²  | Tlaltizapán                  | 10.779   |
| 025   | Tlaquiltenango        | 33.789   | 543,90 km²  | Tlaquiltenango               | 18.342   |
| 026   | Tlayacapan            | 19.408   | 57,20 km²   | Tlayacapan                   | 8.374    |
| 027   | Totolapan             | 12.750   | 60,08 km²   | Totolapan                    | 6.798    |
| 028   | Xochitepec            | 73.539   | 93,20 km²   | Xochitepec                   | -        |
| 029   | Yautepec              | 105.780  | 179,60 km²  | Yautepec de Zaragoza         | 39.861   |
| 030   | Yecapixtla            | 56.083   | 173,20 km²  | Yecapixtla                   | 16.811   |
| 031   | Zacatepec             | 36.094   | 30,70 km²   | Zacatepec de Hidalgo         | -        |
| 032   | Zacualpan de Amilpas  | 9.965    | 53,80 km²   | Zacualpan de Amilpas         | 3.492    |
| 033   | Temoac                | 16.574   | 37,10 km²   | Temoac                       | 14.641   |
| 034   | Coatetelco            | 11.347   | 51,60 km²   | Coatetelco                   | 9.672    |
| 035   | Xoxocotla             | 27.805   | 61,70 km²   | Xoxocotla                    | -        |
| 036   | Hueyapan              | 7.855    | 19,20 km²   | San Andrés Hueyapan          | 6.478    |

| Detailkaart                         |
| ----------------------------------- |
|                                     |
| Ligging Morelos binnen Mexico       |
|                                     |
| Gemeenten ingedeeld naar INEGI code |